# Mitică
 (signalé en mai 2025).
Si vous disposez d'ouvrages ou d'articles de référence ou si vous connaissez des sites web de qualité traitant du thème abordé ici, merci de compléter l'article en donnant les références utiles à sa vérifiabilité et en les liant à la section « Notes et références ».
- Archive Wikiwix
- Bing
- Cairn
- DuckDuckGo
- E. Universalis
- Gallica
- Google
- G. Books
- G. News
- G. Scholar
- Persée
- Qwant
- (zh) Baidu
- (ru) Yandex
- (wd) trouver des œuvres sur Wikidata

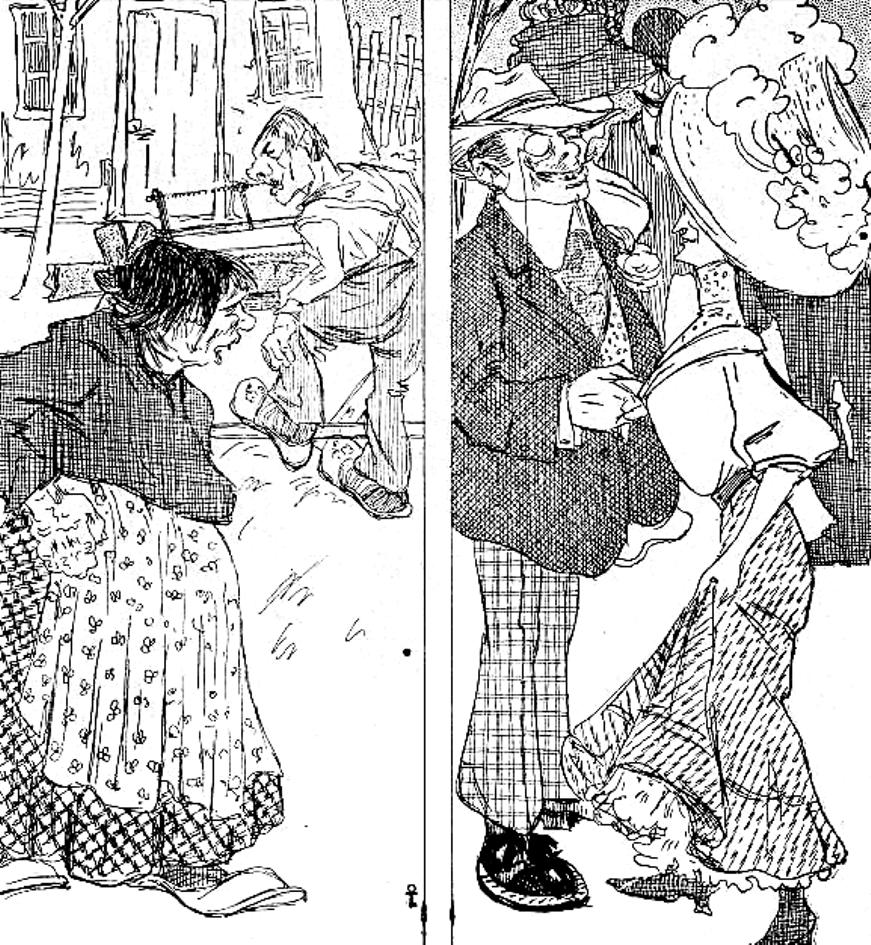
Cei cari fac pe râioşii (Les gens qui ont l'air galeux), dessin humoristique de Ion Theodorescu-Sion dans le magazine Furnica. Le fasonel ("garçon difficile") ou adevăratul Mitică ("le vrai Mitică") s'arrêtant pour manger chez lui, dans un quartier délabré de Bucarest ; et dans le centre commercial, où il se comporte comme un gentleman à la mode.

Mitică (prononciation roumaine : [miˈtikə]) est un personnage de fiction qui apparaît dans plusieurs histoires à sketches de l'écrivain roumain Ion Luca Caragiale. Le nom du personnage est une forme hypocoristique courante de Dumitru ou Dimitrie (Démétrius en roumain). Il est l'un des personnages les plus connus du recueil Momente şi schiţe, ainsi que de l'humour roumain (en) en général. Mitică est un résident masculin de Bucarest dont l'origine et le statut ne sont pas toujours clairs, généralement considéré comme une allégorie du Bucarestois moyen ou par extension, des habitants des régions méridionales de la Roumanie - la Valachie et la Munténie. Selon certains témoignages, il s'inspira d'un habitant de Sinaia, avec lequel Caragiale s'était lié d'amitié.
Ion Luca Caragiale a utilisé Mitică comme un personnage de base à mettre en scène dans des contextes satiriques ; les aperçus biographiques qu'il a fournis sont courts et se contredisent souvent. Parmi les traits récurrents de Mitică figurent sa tendance à générer des répliques sarcastiques et des accroches sentencieuses, un discours francisé, ainsi que des inclinations à perdre du temps et à se sortir facilement de situations problématiques. Son existence est liée à des événements de l'histoire de Bucarest qu'il évoque parfois dans ses blagues. Comme Lache et Mache, présents dans la fiction de Caragiale, le personnage est généralement dépeint comme un fonctionnaire qui a du mal à joindre les deux bouts, mais qui est apprécié par ses pairs.
En raison de son caractère caricatural, Mitică est devenu référence commune au-delà de l'époque de Caragiale. Le personnage a été interprété par plusieurs acteurs, et notamment par Ștefan Iordache (en) dans le film Scènes de carnaval de Lucian Pintilie. En roumain contemporain, son nom a été transformé en un nom commun, et souvent mis au pluriel sous la forme mitici. Pendant et après les années 1990, le terme a fait surface dans les polémiques autour du centralisme de la Roumanie et des projets alternatifs d'autonomie régionale de la Transylvanie. Dans ce contexte, il a été utilisé en référence aux administrateurs de Bucarest ou du Vieux Royaume. Parallèlement, le terme a été adapté en un stéréotype des Bucarestois modernes et des habitants d'autres régions situées au-dessus des Carpates méridionales, qui sont souvent dépeints comme appartenant aux Balkans, par opposition aux traditions d'Europe centrale de la Transylvanie. Sous ces définitions, Mitică et mitici étaient notamment présents dans les essais du militant transylvanien Sabin Gherman.